# Fraction Casino

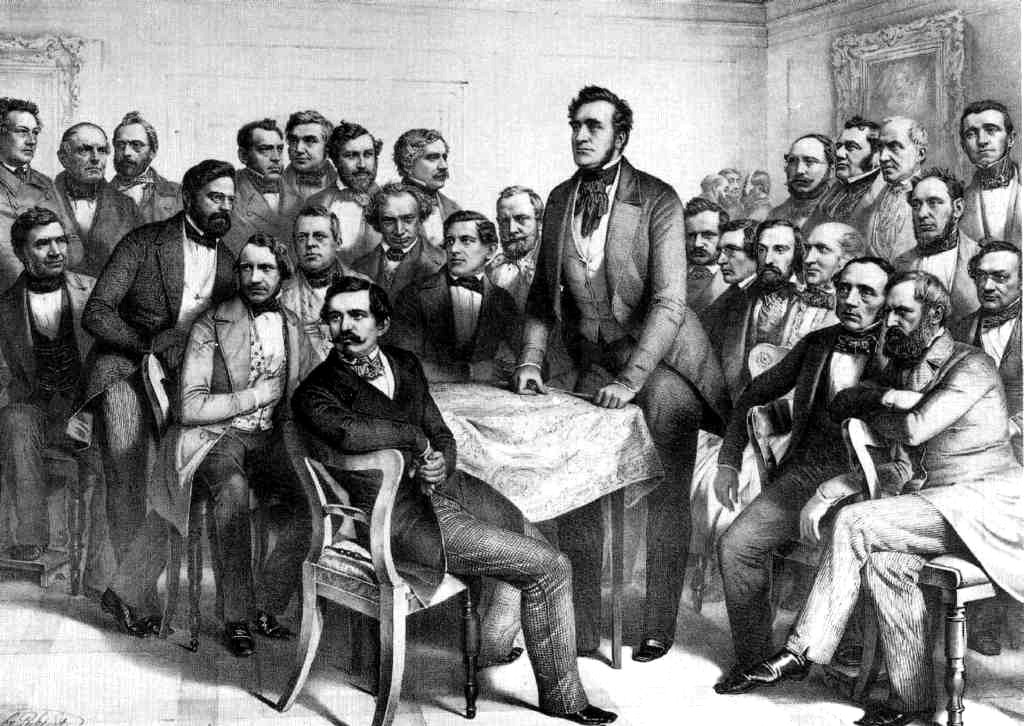
Club de Casino, représentation de Friedrich Pecht en 1849.

La fraction casino (Casino-Fraktion en allemand) est un groupe parlementaire, dit Fraktion en allemand, libéral modéré du parlement de Francfort qui s'est formé le 25 juin 1848.
Comme les autres fractions de l'assemblée nationale, son nom provient du lieu de rencontre de ses différents membres à Francfort-sur-le-Main. 
La fraction casino est la fraction la plus influente et ayant le plus de membres de l'église Saint-Paul. 
Ses membres sont pour la plupart nationaux-libéraux.
Casino est une fraction décrite comme libérale modérée ou du centre droit.
Elle compte entre 130 et 150 membres, ce qui en fait la plus grande fraction,. Le Deutsche Zeitung, un journal libéral fondé à Heidelberg, est très lié à la fraction de par ses collaborateurs et ses articles partisans.
Ses membres ont pour la plupart participé avant la révolution de mars à la réunion d'Heppenheim et à l'assemblée de Heidelberg puis après au pré-parlement avant que le parlement de Francfort ne soit ouvert.
Elle joue ainsi un rôle majeur dans la rédaction de la constitution de Francfort et dans les orientations de l'assemblée nationale en général. Dès le départ, elle n'exclut pas la négociation avec les gouvernements du texte. Elle est favorable à un suffrage censitaire. Elle défend la solution grande-allemande, avant que celle-ci ne se révèle irréaliste, elle se tourne avec alors vers la solution petite-allemande. Elle soutient également un véto absolu du chef de l'exécutif.
Elle impose ainsi la monarchie constitutionnelle héréditaire comme système étatique en alliance avec la fraction Westendhall. 
La fraction casino a à travers les personnes d'Heinrich von Gagern et d'Eduard von Simson la présidence de l'hémicycle jusqu'à la fin de l'assemblée de Francfort.
Avec Friedrich Daniel Bassermann elle préside la commission constitutionnelle. Ses autres membres comptent également parmi les hommes politiques les plus en vue de Francfort : Hans Adolf Erdmann von Auerswald, Hermann von Beckerath, Georg Beseler, Friedrich Christoph Dahlmann, Johann Gustav Droysen, Georg Gottfried Gervinus, Friedrich von Raumer, August Hergenhahn, Felix Fürst Lichnowsky, Karl Mathy, Gustav von Mevissen, Alexander von Soiron, Georg Waitz, Ernst Moritz Arndt et Carl Theodor Welcker.

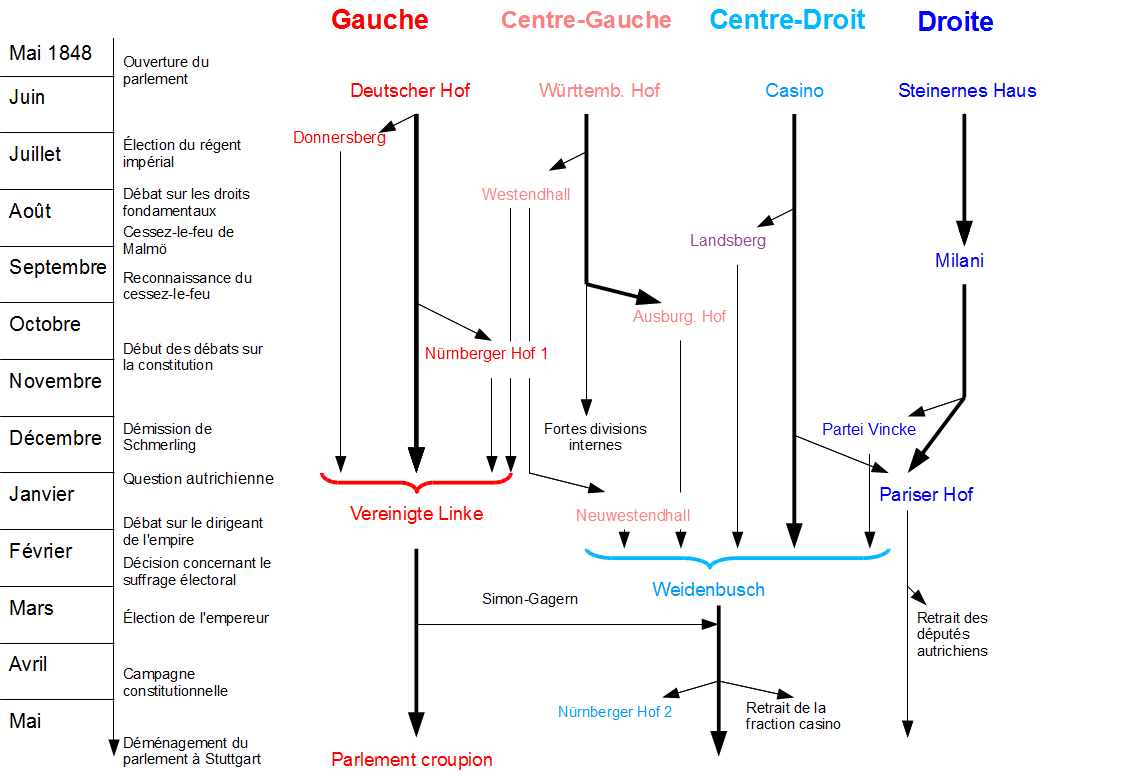
Historique des différentes fractions au parlement de Francfort

En septembre 1848, la fraction Landsberg menée par des hommes politiques comme Wilhelm Jordan, Heinrich von Quintus-Icilius (de) et Maximilian Heinrich Rüder se scinde du reste de la fraction. Ils sont favorables à un parlement plus fort dans le nouvel État-nation.
Le 21 décembre 1848 Welcker, Johann Gustav Heckscher, August Reichensperger et Victor Franz von Andrian-Werburg (de) font également scission pour former la Pariser Hof aux tendances plus conservatrices.